# Krølle-Bølle
Krølle-Bølle – troll, symbol Bornholmu, wymyślony w 1943 roku przez Ludviga Mahlera. Krølle-Bølle jest opiekuńczym duszkiem wyspy, ulubieńcem najmłodszych turystów odwiedzających Bornholm.
Krølle-Bølle ma mieszkać pod górą Langebjerg – niedaleko od Hamershus (południowy zachód wyspy). Jego rodzicami są Bobbasina i Bobbaraekus. O przyjaznym trollu powstała książka, którą opublikowano po raz pierwszy w 1946. Można znaleźć go w komiksach, na koszulkach i pamiątkach. Na jego cześć powstały lody o nazwie Krølle-Bølle.